# Матусевич, Евгений Сергеевич
Евге́ний Серге́евич Матусе́вич (род. 1 июня 1932) — советский и российский физик. Специалист в области экспериментальной ядерной физики и экспериментальной физики. Доктор физико-математических наук. Заведующий кафедрой ядерной физики (1989—2000), профессор Обнинского института атомной энергетики. Заместитель главного редактора журнала «Известия вузов. Ядерная энергетика».

## Биография
Евгений Матусевич родился 1 июня 1932 года.
В 1956 году окончил Ленинградский политехнический институт и был распределён на работу в Физико-энергетический институт в Обнинске старшим лаборантом.
Будучи молодым специалистом, измерил анизотропию каскада гамма-квантов, появляющихся при β-распаде кобальта и доложил эту работу на научно-техническом совете института. Принимал участие в исследованиях по распространению рассеянного излучения в воздушном пространстве, положив эти работы в основу своей кандидатской диссертации, защищённой в 1963 году. В дальнейшем занялся изучением характеристик вторичных нейтронов при взаимодействии с тяжелыми ядрами нуклонов с высокими энергиями. В 1973 году защитил докторскую диссертацию на основе проводившихся экспериментов и анализа их результатов. Несколько позже возглавил лабораторию, занимавшуюся исследованием перспективных реакторов для космических аппаратов.
В начале 1960-х годов начал преподавать на вечернем отделении № 5 Московского инженерно-физического института. В 1989 году возглавил кафедру ядерной физики Обнинского института атомной энергетики (ИАТЭ) и руководил ею до 2000 года. В этот период по инициативе Матусевича в рамках специальности «Радиационная безопасность» была создана новая специализация «Методы и средства лучевой диагностики и терапии» и специальность «Медицинская физика». Создал школу подготовки научных кадров по специальностям, связанным с медицинской физикой, техникой лучевой терапии и диагностики и радиационной безопасностью. Под руководством Матусевича было защищено 11 кандидатских диссертаций.
В сферу научных интересов Матусевича входят физика атомного ядра, физика атомных реакторов, снятие блоков АЭС с эксплуатации, физическое обоснование новых методов радионуклидной диагностики и терапии, исследования распределений поглощенных доз в теле человека и др.
Матусевич занимался экспериментальными исследованиями радиационной защиты энергетических ядерных реакторов различного назначения, защитой экипажей космических кораблей от заряженных частиц при долговременных полётах, экспериментальным обоснованием электроядерных систем, физикой малогабаритных реакторов космического назначения.
Евгений Матусевич — автор более 100 научных публикаций, в том числе 15 монографий и учебных пособий. Две монографии — по экспериментальной ядерной физике и экспериментальной физики реакторов — издавались неоднократно, в том числе на английском и французском языках. Матусевичем разработано 6 новых учебных курсов, которые он читал на кафедре ядерной физики и кафедре экологии ИАТЭ.
Евгений Матусевич был одним из инициаторов создания в 1956 году в Обнинске первой секции самбо. Сторонник активного образа жизни, Матусевич в 2007 году в возрасте 75 лет пробегал не менее 20 километров в неделю.
Заместитель главного редактора журнала «Известия вузов. Ядерная энергетика».

### Публикации Евгения Матусевича

#### Монографии
- Казанский Ю. А., Кухтевич В. И., Матусевич Е. С. Физические исследования защиты реакторов / Ред. С. Г. Цыпин. — М.: Атомиздат, 1966. — 391 с.
- Абрамов А. И., Казанский Ю. А., Матусевич Е. С. Основы экспериментальных методов ядерной физики. — М.: Атомиздат, 1977. — 524 с.
- Матусевич Е. С., Баландин А. Ф., Регушевский В. И. Автоматизация физического эксперимента на критических сборках / Ред. Е. С. Матусевич. — М.: Энергоатомиздат, 1983. — 104 с. — (Физика ядерных реакторов; вып. 25).
- Королёв В. В., Матусевич Е. С. Системы управления и защиты критических стендов. — М.: Энергоатомиздат, 1985. — 94 с. — (Техника ядерных реакторов; вып. 18).
- Казанский Ю. А., Матусевич Е. С. Экспериментальная реакторная физика. — М.: Мир, 1993. — 444 с.
- Казанский Ю. А., Матусевич Е. С. Экспериментальная физика реакторов. — Обнинск: ИАТЭ, ЭНИМЦ «Моделирующие системы», 1995. — 428 с.
- Клепов А. Н., Кураченко Ю. А., Левченко В. А., Матусевич Е. С. Применение методов математического моделирования в ядерной медицине / Под общей ред. Е. С. Матусевича; Обнинский институт атомной энергетики, ООО ЭНИМЦ «Моделирующие системы». — Обнинск: ИАТЭ, 2006. — 204 с.

#### Учебные пособия
- Абрамов А. И., Казанский Ю. А., Матусевич Е. С. Основы экспериментальных методов ядерной физики: Учебное пособие для студентов вузов. — М.: Атомиздат, 1970. — 559 с.
- Казанский Ю. А., Матусевич Е. С. Экспериментальные методы физики реакторов: Учебное пособие для вузов по специальности «Атомные электростанции и установки». — М.: Энергоатомиздат, 1984. — 270 с.
- Манохин В. В., Матусевич Е. С. Физико-технические основы ядерной энергетики: Учебное пособие по курсу «Ядерерные энергетические установки» / Обнинский институт атомной энергетики, Физико-энергетический факультет. — Обнинск: ИАТЭ, 1993. — 193 с.
- Казанский Ю. А., Матусевич Е. С. Экспериментальная физика реакторов: Учебное пособие для вузов по направлению «Теплоэнергетика» и специальности «Атомные станции и установки». — М.: Энергоатомиздат, 1994. — 350 с.
- Kazansky Yu. А., Matusevich E. S. Experimental physics of reactors: Учебное пособие для вузов. — Обнинск: ИАТЭ, 1995. — 430 с.
- Матусевич Е. С., Романцова И. В. Физические методы анализа загрязнений окружающей среды: Учебное пособие. — Обнинск: ИАТЭ, 1999. — 121 с.
- Матусевич Е. С. Реакторы и ускорители: Учебное пособие. — Обнинск: ИАТЭ, 2000. — 178 с.
- Матусевич Е. С. Ядерные энергетические установки и радиационные технологии: Учебное пособие по курсу «ЯЭУ и радиационные технологии». — Обнинск: ИАТЭ, 2003. — 116 с.
- Матусевич Е. С., Романцова И. В. Ядерно-физические методы анализа загрязнений окружающей среды: Учебное пособие по курсу «Ядерно-физические методы анализа». — Обнинск: ИАТЭ, 2004. — 104 с.
- Матусевич Е. С. Реакторы для медицины: Учебное пособие по курсу «Реакторы и ускорители». — Обнинск: ИАТЭ, 2005. — 148 с.
- Матусевич Е. С., Романцова И. В. Решение типичных задач в методах контроля радиоактивных загрязнений: Учебное пособие по курсу «Ядерно-физические методы анализа». — Обнинск: ИАТЭ, 2005. — 48 с.
- Матусевич Е. С. Ускорители для медицины : учеб. пособие по курсу «Реакторы и ускорители». — Обнинск: ИАТЭ, 2006. — 72 с.
- Матусевич Е. С., Манохин А. Н. Радионуклиды для медицины: Учебное пособие по курсу «Радиоизотопы в природе». — Обнинск: ИАТЭ, 2008. — 56 с.
- Матусевич Е. С., Манохин В. Н. Источники ионизирующего излучения для ядерной медицины: Учебное пособие / Государственная корпорация по атомной энергии «Росатом», Государственный научный центр РФ — ФЭИ им. А. И. Лейпунского, Национальный исследовательский ядерный университет «МИФИ», Обнинский институт атомной энергетики. — Обнинск: ГНЦ РФ-ФЭИ, 2010. — 160 с.
- Манохин В. Н., Матусевич Е. С. Энергия атомного ядра и общество: Учебное пособие. — Обнинск: ИАТЭ НИЯУ МИФИ, 2011. — 212 с.

#### Интервью
- Евгений Матусевич: В России пока ещё не знают, что такое ядерная медицина // AtomInfo.Ru. — 2005.